# نيكولاس بيدل
نيكولاس بيدل (بالإنجليزية: Nicholas Biddle (banker))‏ (و. 1786 – 1844 م) هو محامي، وfinancier، ومصرفي، وسياسي من الولايات المتحدة الأمريكية . ولد في فيلادلفيا، بنسيلفانيا . تولى منصب عضو مجلس نواب بنسلفانيا، وعضو مجلس ولاية بنسلفانيا .
توفي في فيلادلفيا، بنسيلفانيا .

## التعليم
تعلم في جامعة برنستون.

## روابط خارجية
- نيكولاس بيدل على موقع الموسوعة البريطانية (الإنجليزية)
- نيكولاس بيدل على موقع إن إن دي بي (الإنجليزية)